# Novodinia semicoronata
Novodinia semicoronata is een zeester met vijftien tot zeventien armen uit de familie Brisingidae.
De wetenschappelijke naam van de soort werd, als Brisinga semicoronata, in 1885 gepubliceerd door Edmond Perrier. De beschrijving in de protoloog was minimaal. Een uitgebreidere beschrijving volgde nog in hetzelfde jaar, door dezelfde auteur, waarbij de soort bovendien in het nieuwe geslacht Odinia werd geplaatst.